# Смарт, Маркус
Маркус Смарт (англ. Marcus Smart; род. 6 марта 1994 года во Флауэр-Маунде, Техас) — американский баскетболист, выступавший за клуб НБА «Вашингтон Уизардс». Выступал за студенческую баскетбольную команду «Оклахома Стэйт Ковбойз». Считался одним из самых перспективных игроков на драфте НБА 2013 года, однако 16 апреля в интервью Sports Illustrated он сообщил, что останется в университете. На драфте НБА 2014 года был выбран в 1-м раунде под 6-м номером командой «Бостон Селтикс».

## Ранние годы
Смарт — сын Билли Френка Смарта  и Камеллии Смарт,  которая умерла от миелодиспластического синдрома 16 сентября 2018 года. Помимо него, в семье было ещё три ребёнка: Тодд Уэстбрук (умер), Джефф Уэстбрук и Майкл Смарт. Маркус учился в старшей школе Эдварда С. Маркуса в городке Флауэр Маунд (штат Техас). За три сезона в школьной баскетбольной команде, он одержал 115 побед при 6 поражениях и дважды становился чемпионом штата 5A. Смарт также включался во всеамериканскую сборную McDonald’s и первую всеамериканскую сборную ESPNHS. До шестого класса Маркус также играл в американский футбол, а в свободное время увлекался теннисом.

## Выступления в университете
Во время своего первого сезона в университете штата Оклахома Смарт помог «Ковбойз» закончить сезон с результатом 24-8 и занять третье место в конференции Big 12. Смарт в среднем за сезон набирал 15,4 очка за игру, делал 5,8 подбора и 4,2 передачи, а также стал лидером конференции по перехватам — 99 (3,0 за игру). «Ковбойз» в этом сезоне вышли в турнир NCAA, где получили пятый номер посева в средне-западном регионе. В первом раунде «Ковбойз» проиграли 12 номеру посева «Орегон Дакс». 17 апреля 2013 года Смарт объявил, что не будет выставлять свою кандидатуру на драфт НБА и продолжит обучение в университете. Вместе с ним ещё два игрока команды, Ле’Брайан Нэш и Маркел Браун объявили, что останутся в команде на следующий сезон. 19 ноября 2013 года Смарт повторил рекорд «Ковбойз» по количеству очков, набранных в одной игре — 39.
8 февраля 2014 года в игре против «Техас Тек» после небольшой словесной перепалки на последних секундах матча Смарт толкнул одного из болельщиков, за что получил технический фол. Первоначально сообщалось, что Смарт сказал своим тренерам, что этот болельщик делал расистские высказывания против Маркуса, однако на послематчевой пресс-конференции ни Смарт, ни тренера не подтвердили эту информацию. За этот инцидент Смарт был отстранён на 3 игры. Руководство «Техас Тек» также провело независимое расследование, в котором выяснили, что болельщик не делал расистские высказывания, однако говорил неподобающие слова в адрес Смарта, и он согласился не посещать игры «Техас Тек» в сезоне 2013/14. Смарт был назван одним из 30 финалистов премии «Приз Нейсмита лучшему игроку года среди студентов».

## Карьера в НБА

### Бостон Селтикс (2014—2023)
26 июня 2014 года Маркус Смарт был выбран на драфте НБА 2014 года под общим 6-м номером командой «Бостон Селтикс». 5 июля 2014 года он принял участие в составе команды в Летней лиге НБА 2014 года. 10 июля 2014 года Смарт подписал контракт с «Бостон Селтикс».
В его пятой игре в НБА за Бостон, 7 ноября 2014 года, Смарт получил растяжение лодыжки в начале четвёртой четверти выигранного мачта с «Индианой Пэйсерс». После прохождения медицинского осмотра было выявлено, что он пропустит 2—3 недели. Смарт вернулся на площадку 3 декабря, пропустив 10 игр регулярного чемпионата, в победном матче с «Детройт Пистонс» и записал в актив 2 ассиста за 4 минуты игрового времени. 4 декабря Смарт был переведён в фарм-клуб Бостона «Мэн Ред Клоз», за которых провёл одну игру. Он был возвращён в основной состав клуба НБА на следующий день. 21 марта 2015 года Маркус Смарт был дисквалифицирован на одну игру за удар в пах Мэтта Боннера из «Сан-Антонио Спёрс».
16 июля 2015 года, играя за «Селтикс» в Летней лиге НБА в Лас-Вегасе, Смарт выбил два пальца на правой руке. 15 ноября 2015 года в матче против «Оклахома-Сити Тандер» Смарт набрал 26 очков, установив личный рекорд результативности. В промежутке между 22 ноября и 26 декабря Смарт пропустил 18 игр из-за травмы левой ноги. Он вернулся на паркет 27 декабря в матче против «Нью-Йорк Никс», в котором он вышел на площадку на 13 минут со скамейки запасных и набрал шесть очков. 15 января 2016 года в игре против «Финикс Санз» Маркус впервые в своей карьере сделал трипл-дабл, набрав 10 очков и сделав 11 передач и 11 подборов. Таким образом, он стал первым игроком «Селтикс» с 1971 года, которому удалось сделать трипл-дабл, выйдя со скамейки запасных. 31 января в игре против «Орландо Мэджик» Смарт, набрав 31 очко, обновил свой рекорд результативности.

### Мемфис Гриззлис (2023—2025)
23 июня 2023 года «Бостон» обменял Смарта в «Мемфис Гриззлис» в результате трёхстороннего обмена, в ходе которого Кристапс Порзингис отправился в «Бостон Селтикс», а Тайс Джонс в «Вашингтон Уизардс». Также «Бостон» получил 25-й выбор на драфте НБА 2023 года и выбор в первом раунде драфта 2024 года команды «Голден Стэйт Уорриорз», а «Вашингтон» получил Данило Галлинари, Майка Мускала и 35-й выбор на драфте НБА 2023 года. 25 октября 2023 года Смарт дебютировал в составе «Гриззлис», набрав 17 очков, сделав три передачи и два перехвата в матче с «Нью-Орлеан Пеликанс» (111:104). К перерыву на Матч всех звезд НБА 2024 года Смарт набирал в среднем 14,4 очка и 2,0 перехвата, играя 30,2 минуты за игру. Однако в сезоне 2023/24 из-за травм он принял участие лишь в 20 матчах. После перерыва Смарт сыграл всего в одной игре, проигранной в овертайме «Сакраменто Кингз» 18 марта со счетом 121-118, где он провел всего пять минут, не набрав ни одной статистической единицы.

### Вашингтон Уизардс (2025)
6 февраля 2025 года Смарт был обменян в «Вашингтон Уизардс» в рамках сделки с несколькими командами. 20 июля 2025 года Смарт договорился о выкупе контракта с «Уизардс».

## Выступления за национальную сборную
В 2013 году Смарт был капитаном сборной США на чемпионате мира по баскетболу среди юношей до 19 лет в Чехии, в составе которой завоевал золотую медаль. После этого успеха он был приглашён принять участие в тренировочном лагере мужской сборной США по баскетболу, проходившем в Лас-Вегасе, став вместе с Дугом Макдермотом единственными игроками в лагере, не имеющими опыта выступления в НБА.

## Статистика

### Статистика в НБА
| Сезон                                                                                    | Команда | Регулярный сезон | Регулярный сезон | Регулярный сезон | Регулярный сезон | Регулярный сезон | Регулярный сезон | Регулярный сезон | Регулярный сезон | Регулярный сезон | Регулярный сезон | Регулярный сезон | Серия плей-офф | Серия плей-офф | Серия плей-офф | Серия плей-офф | Серия плей-офф | Серия плей-офф | Серия плей-офф | Серия плей-офф | Серия плей-офф | Серия плей-офф | Серия плей-офф |
| Сезон                                                                                    | Команда | GP               | GS               | MPG              | FG%              | 3P%              | FT%              | RPG              | APG              | SPG              | BPG              | PPG              | GP             | GS             | MPG            | FG%            | 3P%            | FT%            | RPG            | APG            | SPG            | BPG            | PPG            |
| ---------------------------------------------------------------------------------------- | ------- | ---------------- | ---------------- | ---------------- | ---------------- | ---------------- | ---------------- | ---------------- | ---------------- | ---------------- | ---------------- | ---------------- | -------------- | -------------- | -------------- | -------------- | -------------- | -------------- | -------------- | -------------- | -------------- | -------------- | -------------- |
| 2014/15                                                                                  | Бостон  | 67               | 38               | 27,0             | 36,7             | 33,5             | 64,6             | 3,3              | 3,1              | 1,5              | 0,3              | 7,8              | 4              | 3              | 22,5           | 48,3           | 23,1           | 53,3           | 2,8            | 1,3            | 0,3            | 0,3            | 9,8            |
| 2015/16                                                                                  | Бостон  | 61               | 10               | 27,3             | 34,8             | 25,3             | 77,7             | 4,2              | 3,0              | 1,5              | 0,3              | 9,1              | 6              | 1              | 32,1           | 36,7           | 34,4           | 81,0           | 4,5            | 3,0            | 1,7            | 0,8            | 12,0           |
| 2016/17                                                                                  | Бостон  | 79               | 24               | 30,4             | 35,9             | 28,3             | 81,2             | 3,9              | 4,6              | 1,6              | 0,4              | 10,6             | 18             | 3              | 29,9           | 35,1           | 39,7           | 64,0           | 4,7            | 4,7            | 1,5            | 0,9            | 8,6            |
| 2017/18                                                                                  | Бостон  | 54               | 11               | 29,9             | 36,7             | 30,1             | 72,9             | 3,5              | 4,8              | 1,3              | 0,4              | 10,2             | 15             | 4              | 29,9           | 33,6           | 22,1           | 73,5           | 3,7            | 5,3            | 1,7            | 0,7            | 9,8            |
| 2018/19                                                                                  | Бостон  | 80               | 60               | 27,5             | 42,2             | 36,4             | 80,6             | 2,9              | 4,0              | 1,8              | 0,4              | 8,9              | 2              | 0              | 16,3           | 9,1            | 9,1            | 66,7           | 2,0            | 2,0            | 1,5            | 0,0            | 3,5            |
| 2019/20                                                                                  | Бостон  | 60               | 40               | 32,0             | 37,5             | 34,7             | 83,6             | 3,8              | 4,9              | 1,7              | 0,5              | 12,9             | 17             | 16             | 38,1           | 39,4           | 33,3           | 87,5           | 5,2            | 4,6            | 1,2            | 0,5            | 14,5           |
| 2020/21                                                                                  | Бостон  | 48               | 45               | 32,9             | 39,8             | 33,0             | 79,0             | 3,5              | 5,7              | 1,5              | 0,5              | 13,1             | 5              | 5              | 36,6           | 43,9           | 37,2           | 71,4           | 4,4            | 6,0            | 1,0            | 0,2            | 17,8           |
| 2021/22                                                                                  | Бостон  | 71               | 71               | 32,3             | 41,8             | 33,1             | 79,3             | 3,8              | 5,9              | 1,7              | 0,3              | 12,1             | 21             | 21             | 36,2           | 40,5           | 35,0           | 80,6           | 4,5            | 5,9            | 1,2            | 0,2            | 15,4           |
| 2022/23                                                                                  | Бостон  | 61               | 61               | 32,1             | 41,5             | 33,6             | 74,6             | 3,1              | 6,3              | 1,5              | 0,4              | 11,5             | 20             | 20             | 34,0           | 45,3           | 36,1           | 80,0           | 4,0            | 5,1            | 1,3            | 0,3            | 14,9           |
| 2023/24                                                                                  | Мемфис  | 20               | 20               | 30,2             | 43,0             | 31,3             | 76,8             | 2,7              | 4,3              | 2,1              | 0,3              | 14,5             | Не участвовал  | Не участвовал  | Не участвовал  | Не участвовал  | Не участвовал  | Не участвовал  | Не участвовал  | Не участвовал  | Не участвовал  | Не участвовал  | Не участвовал  |
|                                                                                          | Всего   | 601              | 380              | 30,0             | 38,8             | 32,3             | 77,6             | 3,5              | 4,6              | 1,6              | 0,4              | 10,7             | 108            | 73             | 33,1           | 39,6           | 33,4           | 76,2           | 4,3            | 4,9            | 1,3            | 0,5            | 12,8           |
| Наведите курсор мыши на аббревиатуры в заголовке таблицы, чтобы прочесть их расшифровку. |         |                  |                  |                  |                  |                  |                  |                  |                  |                  |                  |                  |                |                |                |                |                |                |                |                |                |                |                |

### Статистика в Джи-Лиге
| Сезон                                                                                    | Команда      | Регулярный сезон | Регулярный сезон | Регулярный сезон | Регулярный сезон | Регулярный сезон | Регулярный сезон | Регулярный сезон | Регулярный сезон | Регулярный сезон | Регулярный сезон | Регулярный сезон | Серия плей-офф | Серия плей-офф | Серия плей-офф | Серия плей-офф | Серия плей-офф | Серия плей-офф | Серия плей-офф | Серия плей-офф | Серия плей-офф | Серия плей-офф | Серия плей-офф |
| Сезон                                                                                    | Команда      | GP               | GS               | MPG              | FG%              | 3P%              | FT%              | RPG              | APG              | SPG              | BPG              | PPG              | GP             | GS             | MPG            | FG%            | 3P%            | FT%            | RPG            | APG            | SPG            | BPG            | PPG            |
| ---------------------------------------------------------------------------------------- | ------------ | ---------------- | ---------------- | ---------------- | ---------------- | ---------------- | ---------------- | ---------------- | ---------------- | ---------------- | ---------------- | ---------------- | -------------- | -------------- | -------------- | -------------- | -------------- | -------------- | -------------- | -------------- | -------------- | -------------- | -------------- |
| 2014/15                                                                                  | Мэн Ред Клоз | 1                | 1                | 28,9             | 8,3              | 0,0              | 66,7             | 5,0              | 7,0              | 4,0              | 1,0              | 6,0              | Не участвовал  | Не участвовал  | Не участвовал  | Не участвовал  | Не участвовал  | Не участвовал  | Не участвовал  | Не участвовал  | Не участвовал  | Не участвовал  | Не участвовал  |
|                                                                                          | Всего        | 1                | 1                | 28,9             | 8,3              | 0,0              | 66,7             | 5,0              | 7,0              | 4,0              | 1,0              | 6,0              | Не участвовал  | Не участвовал  | Не участвовал  | Не участвовал  | Не участвовал  | Не участвовал  | Не участвовал  | Не участвовал  | Не участвовал  | Не участвовал  | Не участвовал  |
| Наведите курсор мыши на аббревиатуры в заголовке таблицы, чтобы прочесть их расшифровку. |              |                  |                  |                  |                  |                  |                  |                  |                  |                  |                  |                  |                |                |                |                |                |                |                |                |                |                |                |

### Статистика в NCAA
| Сезон | Команда        | Conf   | Class | GP | GS | MPG  | FG%  | 3P%  | FT%  | RPG | APG | SPG | BPG | PPG  |
| --- | -------------- | ------ | ----- | -- | -- | ---- | ---- | ---- | ---- | --- | --- | --- | --- | ---- |
| 2012/13 | Оклахома Стэйт | Big 12 | FR    | 33 | 32 | 33,5 | 40,4 | 29,0 | 77,7 | 5,8 | 4,2 | 3,0 | 0,7 | 15,4 |
| 2013/14 | Оклахома Стэйт | Big 12 | SO    | 31 | 31 | 32,7 | 42,2 | 29,9 | 72,8 | 5,9 | 4,8 | 2,9 | 0,6 | 18,0 |
| Всего | Всего          | Всего  | Всего | 64 | 63 | 33,1 | 41,3 | 29,5 | 75,1 | 5,9 | 4,5 | 2,9 | 0,6 | 16,6 |
| Наведите курсор мыши на аббревиатуры в заголовке таблицы, чтобы прочесть их расшифровку Статистика приведена с сайта sports-reference.com |                |        |       |    |    |      |      |      |      |     |     |     |     |      |

### Трипл-даблы в НБА
| Сезон   | Дата     | Клуб           | Соперник    | Счёт    | Минуты | Очки | Подборы | Передачи | Перехваты | Блок-шоты |
| 2015/16 | 15.01.16 | Бостон Селтикс | Финикс Санз | 117-103 | 33     | 10   | 11      | 11       | 2         | 2         |